# Házi barkács
A Házi barkács (eredeti cím: Home Improvement) népszerű amerikai vígjátéksorozat (sitcom), amelyet Carmen Finestra, David McFadzean és Matt Williams készítettek.
A Házi barkács a Taylor-családról szól, akiknek tagjai: Tim Taylor, Jill Taylor, és gyerekeik: Brad Taylor, Randy Taylor és Mark Taylor. Tim nagyon ért a szerszámokhoz, és egy fiktív tévéműsort is vezet, Tool Time (Szerszámidő) címmel, amelyben bemutatja a szerszámokat és komikus, vicces tanácsokat ad a nézőknek házuk felújításához. A családot szomszédjuk, Wilson Wilson segíti mindennapi problémájuk megoldásában.
A műsor nagyon sikeres volt az 1990-es években, számos díjat is nyert. Kultikus népszerűségű lett az egész világon. A siker hatására később videójáték is készült a sorozatból, Power Tool Pursuit címmel SNES (Super Nintendo Entertainment System) platformra. A Házi barkács 8 évadot élt meg 204, egyenként 22 perces epizóddal. A műsort az ABC sugározta Amerikában, míg Magyarországon a Comedy Central adta le a részeket. Az USA-ban 1991. szeptember 17-től 1999. május 25-éig ment ez a szitkom. Magyarországon a  Comedy Central mutatta be 2009. május 4-én. DVD-k is készültek a Házi barkácsból, köztük a teljes sorozat.

## Szereplők
| Színész                | Szerep             | Magyar hang    |
| ---------------------- | ------------------ | -------------- |
| Tim Allen              | Tim Taylor         | Schnell Ádám   |
| Patricia Richardson    | Jill Taylor        | Kiss Erika     |
| Zachery Ty Bryan       | Brad Taylor        | Kardos Bence   |
| Jonathan Taylor Thomas | Randy Taylor       | Czető Ádám     |
| Taran Noah Smith       | Mark Taylor        | Glósz András   |
| Richard Karn           | Al Borland         | Vári Attila    |
| Earl Hindman           | Wilson Wilson, Jr. | Rosta Sándor   |
| Debbe Dunning          | Heidi Keppert      | Gerhát Barbara |

## Epizódok
| Évad | Évad | Részek száma | Részek száma | Eredeti sugárzás     | Eredeti sugárzás | Eredeti adó | Magyar sugárzás      | Magyar sugárzás    | Magyar adó     |
| Évad | Évad | Részek száma | Részek száma | Évadbemutató         | Évadzáró         | Eredeti adó | Évadbemutató         | Évadzáró           | Magyar adó     |
| ---- | ---- | ------------ | ------------ | -------------------- | ---------------- | ----------- | -------------------- | ------------------ | -------------- |
|      | 1.   | 24           | 24           | 1991. szeptember 17. | 1992. május 5.   | ABC         | 2009. május 4.       | 2009. május 18.    | Comedy Central |
|      | 2.   | 25           | 25           | 1992. szeptember 16. | 1993. május 19.  | ABC         | 2009. május 19.      | 2009. június 4.    | Comedy Central |
|      | 3.   | 25           | 25           | 1993. szeptember 15. | 1994. május 25.  | ABC         | 2009. június 4       | 2009. június 22.   | Comedy Central |
|      | 4.   | 26           | 26           | 1994. szeptember 20. | 1995. május 23.  | ABC         | 2009. június 23.     | 2009. július 9.    | Comedy Central |
|      | 5.   | 26           | 26           | 1995. szeptember 29. | 1996. május 21.  | ABC         | 2009. szeptember 21. | 2009. október 7.   | Comedy Central |
|      | 6.   | 25           | 25           | 1996. szeptember 17. | 1997. május 20.  | ABC         | 2009. október 8.     | 2009. október 28.  | Comedy Central |
|      | 7.   | 25           | 25           | 1997. szeptember 23. | 1998. május 19.  | ABC         | 2009. október 28.    | 2009. november 18. | Comedy Central |
|      | 8.   | 28           | 28           | 1998. szeptember 22. | 1999. május 25.  | ABC         | 2009. november 19.   | 2009. december 14. | Comedy Central |